# Трёхизбенская степь
Трёхизбенская степь (укр. Трьохізбенський степ) — отделение Луганского природного заповедника, которое расположено севернее села Трёхизбенка Счастьенского района Луганской области Украины. Площадь — 3281 гектар.

## История
17 декабря 2008 года президентом Украины В. Ющенко был подписан указ о создании нового отделения Луганского заповедника «Трёхизбенская степь».

## Местоположение
Заповедник расположен около реки Северский Донец и села Трёхизбенка Счастьенского района Луганской области.

## Климат
Климат заповедника умеренно континентальный. Лето жаркое, сухое. Зима холодная и с редкими оттепелями. Зима в этом районе начинается в декабре и кончается в конце мая. Снег появляется в декабре и тает в марте. Толщина снежного покрова достигает до 14 см.

## Почва
В заповеднике особо выделяются:
- Дерново-примитивные почвы, которые находятся на песчаной местности. Вид почвы техногенно изменён. Есть грунтовые воды, но они глубокие. Содержание гумуса мало, в среднем 0,45 %[2].
- Дерновые развитые почвы, которые находятся в древней песчаной местности. На них произрастают некоторые растения. Содержание гумуса — 0,75 %[2].
- Лугово-чернозёмные. Этот вид почв распространён в долинах. Много грунтовых вод, которые находятся на глубин 3 — 5 метров. Покрыты растительностью от 50 % до 70 %. Содержание гумуса в среднем 1,2 %[2].

## Рельеф
Территория заповедника ограничена на западе и на северо-востоке соснами на песчаной местности реки Северский Донец. Рельеф заповедника немного волнистый, встречаются возвышенности с высотой 100 метров. Ландшафт лесной. Заповедник в основном ценится из-за псаммофитных степей.

## Гидросфера
На территории заповедника есть озеро Кобозево, также есть два пруда.

## Флора

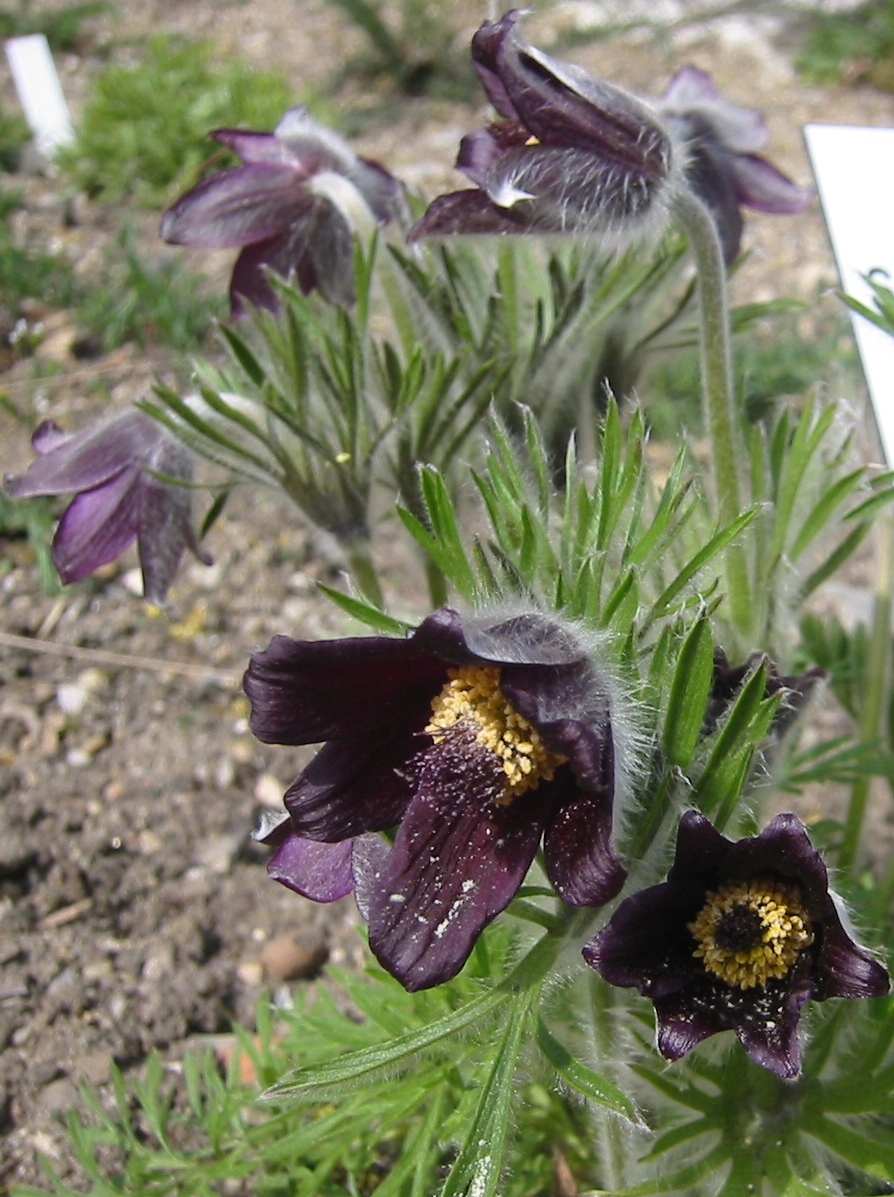
Прострел луговой

На территории заповедника насчитываются более 500 видов сосудистых растений, даже есть растения из Красной книги Украины. К примеру ликоподиелла заливаемая, которая некоторое время считалось исчезнувшим из Луганской области, также есть ковыль днепровский, прострел чернеющий и так далее. В заповеднике растёт много редких лекарственных растений, такие как зверобой, душица.

## Фауна

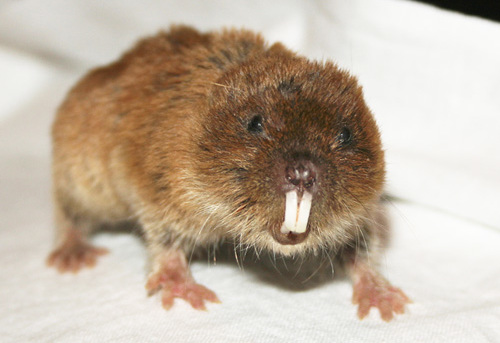
Обыкновенная слепушонка

В заповеднике есть редкие животные, такие как обыкновенная слепушонка. Кроме Трёхизбенской степи этот вид встречается также в Крыму.